# Раздольное (Бородулихинский район)
Раздольное (каз. Раздольное) — упразднённое село в Бородулихинском районе Восточно-Казахстанской области Казахстана. Входило в состав Бородулихинского сельского округа. Ликвидировано в 2000-е годы.

## Население
По данным переписи 1999 года в селе постоянное население отсутствовало.